# 中里駅 (神奈川県)
中里駅（なかざとえき）は、現在の神奈川県中郡二宮町中里にかつて存在した湘南軌道の駅である。

## 歴史
- 1906年（明治39年）8月1日 - 開業。
- 1937年（昭和12年）8月25日 - 廃止。

## 現在の駅周辺
- 神奈川県道71号秦野二宮線中里交差点
- 吾妻山中里上り口

## 隣の駅
一色駅 - 中里駅 - 二宮駅